# Pablo Copetti
Pas d'image ? Cliquez ici
Pablo Sebastian Copetti, né le 21 novembre 1975, est un pilote argentin de rallye-raid, en quad. Il court pour les États-Unis depuis 2021.

## Palmarès

### Résultats au Rallye Dakar
| Année | Catégorie | Nationalité sportive | Marque         | Position | Victoires d'étapes |
| ----- | --------- | -------------------- | -------------- | -------- | ------------------ |
| 2010  | Quad      |                      | Can-Am         | Abd      | -                  |
| 2011  | Quad      | Yamaha               | 5e             | -        |                    |
| 2012  | Quad      | Yamaha               | Abd            | 1        |                    |
| 2014  | Quad      | Yamaha               | Abd            | -        |                    |
| 2015  | Quad      | Honda                | Abd            | -        |                    |
| 2016  | Quad      | Yamaha               | Abd            | 1        |                    |
| 2017  | Quad      | Yamaha               | 3e             | 1        |                    |
| 2018  | Quad      | Yamaha               | Abd (Etape 7)  | -        |                    |
| 2021  | Quad      | Yamaha               |                | 3e       | 2                  |
| 2022  | Quad      | Yamaha               | Abd (Etape 10) | 2        |                    |
| 2023  | Quad      | Yamaha               | 3e             | -        |                    |

### Résultats en rallye
- 2e au Rallye de Sardaigne en 2013
- 2e au Desafío Ruta 40 en 2013